# Wikifood
WikiFood war ein nichtkommerzielles Internetportal zur Veröffentlichung der Inhaltsstofflisten von Lebensmittelprodukten. WikiFood war eine Initiative des öffentlichen luxemburgischen Forschungsinstituts Centre de Recherche Public Henri Tudor. Finanziert wurde WikiFood mit Mitteln des Luxemburger Forschungsfonds Fonds National de la Recherche (FNR) im Rahmen des im Luxemburger Forschungsprogramm zur Lebensmittelsicherheit (Sécurité alimentaire) geförderten MENSSANA-Projektes (Mobile Expert and Networking System for Systematical Analysis of Nutrition-based Allergies). Das Portal bot Informationen zu über 36.000 Produkten. Es war bis 2019 erreichbar unter der Domain wikifood.eu und ist seit mindestens 2022 offline. Ein ähnliches Angebot bietet heute Open Food Facts.

## Ziele
Ziel des WikiFood-Portals war es, herstellerübergreifende Informationen zu Lebensmittelprodukten und den darin verwendeten Inhaltsstoffen via Internet an interessierte Personen weiterzugeben. Als Zielgruppe wurden von den Betreibern unter and anderem Lebensmittelallergiker und Personen mit Unverträglichkeiten auf Nahrungsmittel genannt. Der WikiFood-Idee lag zugrunde, dass es zwar eine EU-weite Deklarationspflicht von Nahrungsmittelzutaten gibt, eine elektronische Weitergabe solcher Zutatenlisten an Endverbraucher etwa durch Veröffentlichung in einer entsprechenden Datenbank nicht vorgeschrieben war.

## Beschreibung
Das Portal war in den drei Sprachen Deutsch, Englisch und Französisch erstellt worden. WikiFood ermöglichte es zum einen registrierten Personen Inhaltsstofflisten und Warnhinweise von der Produktverpackung abzutippen und damit anderen Personen zur Verfügung zu stellen. Fotos der Packung und der gedruckten Inhaltsstofflisten sollen es den Benutzern ermöglichen die Einträge zu kontrollieren und gegebenenfalls zu verbessern. Ferner wird es Herstellern von Nahrungsmitteln ermöglicht, Inhaltsstofflisten ihrer Produkte in elektronischer Form an WikiFood zu senden und gebührenfrei zu veröffentlichen.

## Entwicklung
Am 15. September 2006 wurde die WikiFood.de anlässlich des Deutschen Allergie Kongresses des Ärzteverbands Deutscher Allergologen (ÄdA) offiziell für die Allgemeinheit freigeschaltet. Weitere medizinische und wissenschaftliche Partner sind das „Centre Hospitalier de Luxembourg“ und das „Institut für Medizinische Statistik, Informatik und Epidemiologie“ (IMSIE) der Universität Köln. Derzeit sind Informationen zu etwa 12.500 Lebensmittel verfügbar und ca. 1000 Freiwillige registriert. Mittlerweile wurde WikiFood.eu mehrere Male überarbeitet und durch ein eigenes Forum ergänzt. Schwerpunkt des Forums ist die Diskussion lebensmittelbedingter Erkrankungen und der Austausch individueller Erfahrungen von Betroffenen.

## Kritik
Ein Kritikpunkt an WikiFood ist, dass es sich um kein Wiki im ursprünglichen Sinn handelt, da nur registrierte Nutzer die Inhalte editieren dürfen. Ferner ist es selbst registrierten Nutzern nicht gestattet, Inhalte zu verändern, die von Herstellern direkt eingepflegt wurden. Die Betreiber begründen diese Vorgehensweise damit, dass es so leichter möglich sei, eine hohe Datenqualität zu gewährleisten. Die Betreiber von WikiFood.eu weisen an unterschiedlichen Stellen darauf hin, dass sie keine Garantie für die Richtigkeit aller dort veröffentlichten Daten geben können. Am Anfang wurde deshalb nur registrierten Nutzern die Möglichkeit eingeräumt, die Datenbank zu durchsuchen. Die herbe Kritik an dieser Vorgehensweise hat dazu geführt, dass die WikiFood-Datenbank seit November 2006 auch von unregistrierten Besuchern durchsucht werden kann.